# Odyssey Through O2
Odyssey Through O2 – album Jeana-Michela Jarre’a, wydany w 1998 roku. Składają się na niego remiksy utworów z Oxygene 7-13. Do albumu, jako dodatek, dołączono program komputerowy do tworzenia teledysków.

## Lista utworów
1. „Odyssey Overture” – 0:53
2. „Oxygene 10” (Transcengenics, remix by Loop Guru) – 4:01
3. „Oxygene 7” (DJ Cam Remix) – 4:22
4. „Oxygene 8” (Hani's Oxygene 303) – 4:19
5. „Oxygene 8” (Hani's Oxygene 303 Reprise) – 2:31
6. „Odyssey Phase 2” – 0:33
7. „Oxygene 10” (Resistance D Treatment) – 6:43
8. „Oxygene 8” (Transmix) – 3:42
9. „Oxygene 8” (Sunday Club) – 7:32
10. „Oxygene 10” (@440 Remix Dub) – 5:47
11. „Odyssey Phase 3” – 0:14
12. „Oxygene 11” (Remix) – 0:55
13. „Oxygene 12” (Claude Monnet Remix) – 5:15
14. „Oxygene 8” (Takkyu Ishino Extended Mix) – 4:21
15. „Odyssey Finale” – 2:06
16. „Rendez-Vous 98” (@440 Remix) – 7:14
17. „Oxygene 13” (TK Remix) – 5:36